# Розсіяння світла

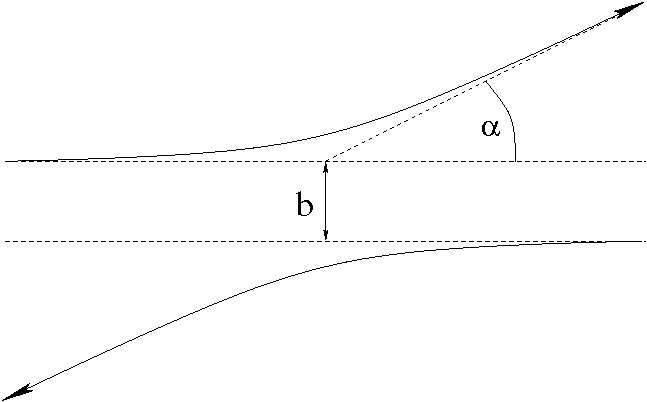
Схема розсіювання. b — прицільна віддаль, α — кут розсіювання

Діаграма розсіювання частинок

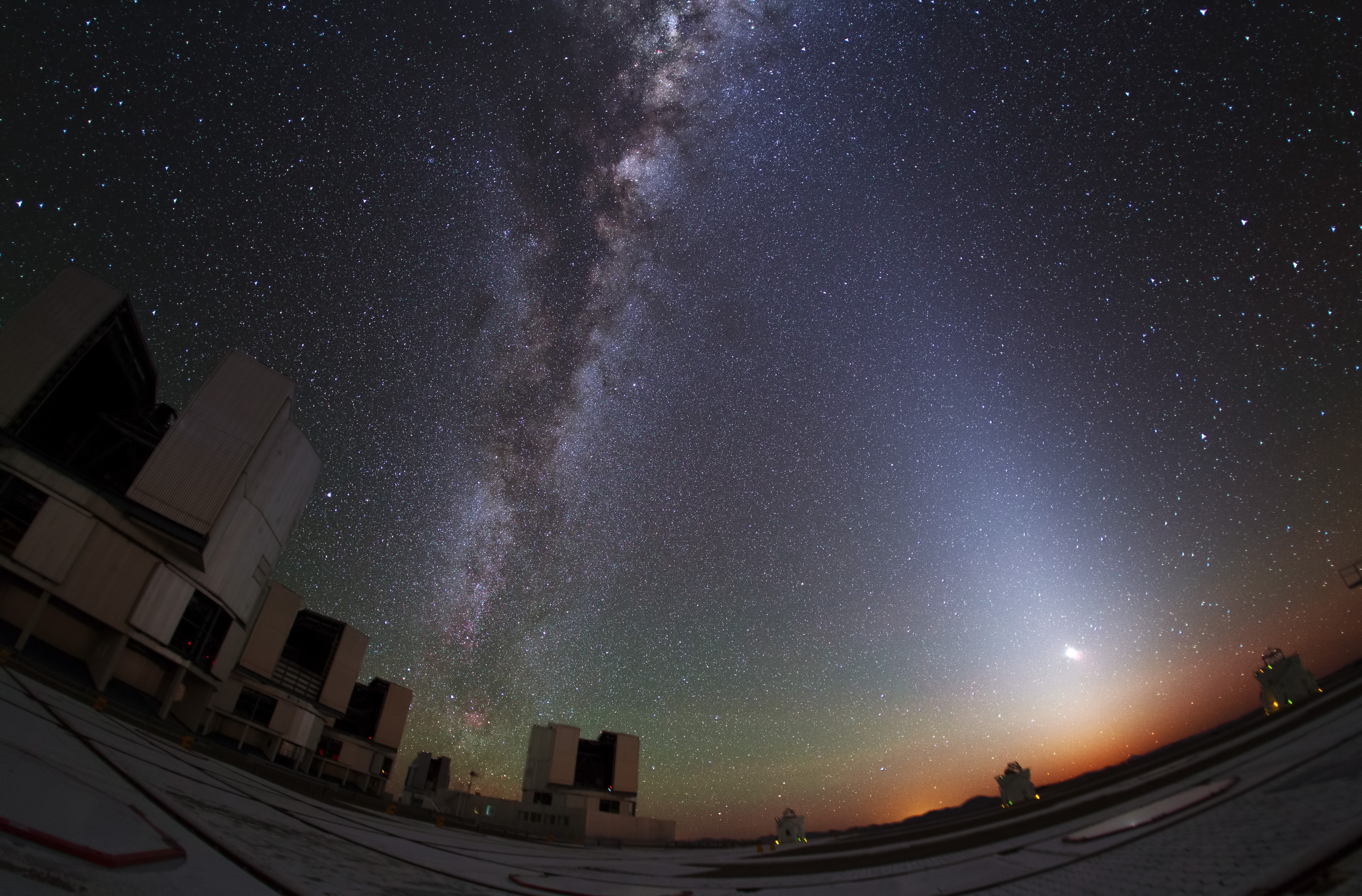
Зодіакальне світло - свічення в області екліптики, що утворюється внаслідок розсіяння сонячного світла хмарою пилових частинок, які оточують Сонце.

Розсіяння світла або світлорозсіяння — недзеркальне відображення світла, як, наприклад, матовими поверхнями, або дисперсія — розкладання білих або взагалі складних кольорових променів на більш прості в таких явищах:
- 1) переломлення в прозорих тілах,
- 2) переломлення в тілах, що поглинають деякі промені (аномальна дисперсія),
- 3) дифракційний нормальний спектр,
- 4) обертання (молекулярне і магнітне) площини поляризації,
- 5) розбіжність оптичних променів різних кольорів в двоосних кристалах.

## Різновиди
Пружне світлорозсіяння (англ. elastic light scattering) — світлорозсіяння, яке не супроводиться зсувом довжини хвилі порівняно з первинним випромінюванням. У випадку, коли центри розсіювання є малими в порівнянні з довжиною хвилі опромінення, пружне розсіювання називають розсіюванням Релея чи розсіювання Мі.
Непружне світлорозсіювання (англ. inelastic light scattering) — світлорозсіювання, яке супроводиться зсувом довжин хвиль внаслідок внутрімолекулярних переходів (ефект Рамана, флуоресценція).
Квазіпружне світлорозсіяння (англ. quasielastic light scattering) — світлорозсіяння, яке супроводиться зсувами довжин хвиль і розширенням ліній внаслідок процесів, залежних від часу.